# Pareustroma chrysoprasis
Pareustroma chrysoprasis là một loài bướm đêm trong họ Geometridae.